# Bataille pour l'Australie
Seconde Guerre mondiale - Guerre dans le Pacifique
Batailles
Batailles et opérations de la guerre du Pacifique

Japon :
- Raid de Doolittle
- Bombardements stratégiques sur le Japon (Tokyo
- Yokosuka
- Kure
- Hiroshima et Nagasaki)
- Raids aériens japonais des îles Mariannes
- Campagne des archipels Ogasawara et Ryūkyū
- Opération Famine
- Bombardements navals alliés sur le Japon
- Baie de Sagami
- Invasion de Sakhaline
- Invasion des îles Kouriles
- Opération Downfall
- Reddition du Japon

Pacifique central :
- Pearl Harbor
- Guam (1941)
- Wake
- Raid sur les îles Gilbert et Marshall
- Opération K
- Midway
- Opération RY
- Campagne des îles Gilbert et Marshall
- Campagne des îles Mariannes et Palaos
- Campagne des archipels Ogasawara et Ryūkyū
- Opération Inmate

Pacifique du sud-ouest :
- Nauru
- Invasion des Philippines (1941-42)
- Invasion des Indes orientales néerlandaises
- Opérations de l'Axe dans les eaux australiennes
- Raids aériens japonais sur l'Australie (1942-43)
- Opération Ke
- Campagne des îles Salomon
- Campagne de Nouvelle-Guinée
- Campagne des Philippines
- Campagne de Bornéo (1945)

Asie du sud-est :
- Invasion de l'Indochine (1940)
- Océan Indien (1940-45)
- Guerre franco-thaïlandaise
- Invasion de la Thaïlande
- Campagne de Malaisie
- Hong Kong
- Singapour
- Campagne de Birmanie
- Opération Kita
- Indochine (1945)
- Détroit de Malacca
- Opération Jurist
- Opération Tiderace
- Opération Zipper
- Bombardements stratégiques (1944-45)

Guerre sino-japonaise
Front d'Europe de l’Ouest
Front d'Europe de l’Est
Bataille de l'Atlantique
Campagnes d'Afrique, du Moyen-Orient et de Méditerranée
Théâtre américain
La Bataille pour l'Australie (Battle for Australia) est le nom donné, en Australie, à une série d'actions militaires qui ont notamment eu lieu en 1942-1943, pendant la Seconde Guerre mondiale, et qui ont opposé les forces alliées aux forces japonaises à proximité ou au-dessus de l'Australie continentale. 
Les principaux efforts des Alliés, dans ces actions militaires, ont été d'essayer de mettre fin à la progression japonaise en Nouvelle-Guinée et dans les îles Salomon, en vue de prévenir une menace plus sérieuse sur l'Australie continentale elle-même. 
On pensait en effet, à l'époque, que les Japonais avaient comme ambition d'envahir complètement l'Australie. Des rumeurs ont ainsi couru sur l'existence d'une "Brisbane Line" : supposant qu'en cas de débarquement japonais, le nord du pays ne serait pas défendu et que les défenses alliées ne se seraient concentrées que sur une ligne allant de Brisbane jusqu'à Perth (voire juste jusqu'à Adelaïde). Mais il n'existe que très peu de sources historiques prouvant l'existence d'un tel plan. 
Les recherches d'après-guerre ont finalement montré que les dirigeants japonais n'avaient jamais eu l'intention de procéder à une invasion de l'Australie. Les Japonais avaient toutefois l'intention d'isoler l'Australie et la Nouvelle-Zélande en occupant toute la Mélanésie et la Polynésie via les opérations Mo et FS. En conséquence, s'il n'est pas exact d'affirmer que les batailles pour l'Australie ont empêché une invasion du pays, elles ont empêché l'Australie d'être coupée de son principal allié, les États-Unis, et d'être forcée de sortir de la guerre. 
En 2006, dans un discours au mémorial australien de la guerre, le Dr Peter Stanley a fait valoir que la notion d'une bataille pour l'Australie n'était pas valide car les événements qui sont considérés comme formant la bataille n'ont été que très peu liés. Stanley a fait valoir que « le mouvement pour la bataille pour l'Australie » découle directement de la volonté de trouver un sens aux terribles pertes australiennes de 1942 et qu'il n'y avait pas eu de bataille pour l'Australie en tant que telle, puisque les Japonais n'avaient pas lancé une campagne coordonnée à l'encontre de ce pays. En outre, le Dr Stanley a noté que l'expression « bataille pour l'Australie » n'avait pas été utilisée avant les années 1990 et que cette bataille de la Seconde Guerre mondiale n'était pas reconnue par d'autres pays que l'Australie. 
Le gouvernement australien a néanmoins déclaré, en 2008, que la commémoration des supposées batailles pour l'Australie devait se tenir chaque année le premier mercredi de septembre et que le jour serait appelé « Battle for Australia Day ».

## Principales batailles
- Raids aériens japonais notamment: 
  - le bombardement de Darwin et
  - l'attaque sur Broome
- Bataille de la mer de Corail
- Attaques de sous-marins japonais comme: 
  - l'attaque dans la baie de Sydney
- Campagne de Nouvelle-Guinée, notamment
  - Campagne de la piste Kokoda
  - la bataille de Milne Bay.